# Comuna Veazivka, Narodîci
Veazivka (în ucraineană В'язівська сільська рада) este o comună în raionul Narodîci, regiunea Jîtomîr, Ucraina, formată din satele Lîpleanșciîna, Sloboda-Veazivka și Veazivka (reședința).

## Demografie
Componența lingvistică a comunei Veazivka
     Ucraineană (99,25%)
     Alte limbi (0,75%)
Conform recensământului din 2001, majoritatea populației comunei Veazivka era vorbitoare de ucraineană (99,25%), existând în minoritate și vorbitori de alte limbi.